# Microscopia eletrônica de transmissão por filtração de energia
Microscopia eletrônica de transmissão por filtração de energia (EFTEM, do inglês energy-filtered transmission electron microscopy) é uma técnica usada em microscopia eletrônica de transmissão, na qual somente elétrons de energias cinéticas particulares são usadas para formar a imagem ou padrão de difração. A técnica pode ser usada para ajudar análises químicas de amostras em conjunção com técnicas complementares tais como a cristalografia eletrônica.